# 54 Nude Honeys
54 Nude Honeys (フィフティフォー・ヌード・ハニーズ) est un groupe de punk rock japonais, originaire de Tokyo. Leur nom vient d'un jeu de cartes américain s'intitulant 54 Heavenly Nude Honeys. 54 Nude Honeys signifie 54 chéries nues. Elles (Yuri au chant, Vivi à la guitare et Kotome à la basse) sortent en 1995-1996 cinq CD au label Epic Sony Records. Un batteur les accompagne en live mais ce sont elles qui composent leurs chansons. Elles sont produites à l'époque par Marc Zermati. Leur look est en correspondance avec le nom du groupe : elles aiment s'habiller en cuir, mais très court.

## Biographie
54 Nude Honeys est formé en 1992 par la bassiste japonaise Vivi et la guitariste Kotome. Elles répètent et écrivent des chansons rock orientées punk avant de compléter leur formation avec l'arrivée de la chanteuse Yuri. Leur nom vient d'un jeu de cartes américain s'intitulant 54 Heavenly Nude Honeys. Pendant ses trois premières années, le groupe joue à travers le Japon avant d'attirer l'intérêt du label indépendant local Lion Records, qui publiera leur premier single Happy Honey Pretty Go le 10 septembre 1995.
Leur single s'étant popularisé dans la scène underground japonaise, le label Epic Sony publie le premier EP du groupe, Crazy Honey Bunny, le 1er octobre 1995. En 1996, l'EP Q-Tee Spy est publié en parallèle au single Ai No Vulgar/Pretty Vacant. Le single servira de publicité pour leur premier album studio, Go Go Cabaret. Un autre EP, Animal Girl, est publié en 1997 chez Lion Records avant la sortie d'un deuxième album studio, Drop the Gun l'année suivante. Drop the Gun est repéré dans la scène musicale underground européenne, et en particulier au Royaume-Uni une fois dans les mains d'Yvan Serrano Fontova aka DJ Healer Selecta (Dustaphonics) du collectif Raison d'Être London et A&R de Mademoiselle Records ; le groupe signe chez Mademoiselle Records après son renvoi d'Epic Sony/dohb Discs. Pour l'album Drop the Gun, le groupe recrute une seconde guitariste, Fumi. Trois singles promotionnels sont extraits de l'album, One-Eyed Bat, Man to Sun, et le double face-A Hot Generation/I’m a Rubber Man. Man to Sun n'apparait pas sur Drop the Gun, mais est incluse dans l'album Snake and Queen.
Après leur tournée en soutien à l'album Drop the Gun, Snake and Queen, le troisième album du groupe, est publié en 2000. Peu après la sortie de l'album, Fumi part pour rejoindre le groupe de synth-pop Polysics comme membre à plein temps en 2001. En janvier 2001, 54 Nude Honeys s'associe au groupe punk britannique Diaboliks pour le split EP 54 Nude Honeys vs. Diaboliks – Black Tight Killers qui contient les chansons de 54 Nude Honeys, Man to Sun et Hell on Debt. En 2003, le groupe se délocalise à New York pour enregistrer son quatrième et dernier album 54 Nude Honeys. En matière de ventes, l'album est le plus gros succès du groupe ; il est produit par Marc Zermati. Le single Where is Love? est publié en soutien à l'album.
En 2006, le groupe tourne en France et joue quelques concerts en Suisse. En Europe, une compilation, l'éponyme 54 Nude Honeys, est publié par le nouveau label français du groupe, Skydog International. Une édition spéciale de cette compilation est publiée accompagnée d'un DVD bonus des trois clips du groupe (for Jungle Girl, Drop the Gun et Where is Love) et une performance live de 2003 au club punk CBGB de New York. En 2007, le groupe annonce sa séparation.

## Membres

### Derniers membres
- Yuri - chant (1992–2007)
- Vivi - guitare (1992–2007)
- Kotome - basse (1992–2007)

### Anciens membres
- Fumi - guitare (1994–1999)
- Ryo - batterie
- Pomp - batterie
- Jun - batterie
- Zina - chant (single Drop the Gun)